# Montroy (Valência)
Montroy (em castelhano) ou Montroi (em valenciano) é um município da Espanha na província de Valência, Comunidade Valenciana. Tem 31,4 km² de área e em 2021 tinha 3 069 habitantes (densidade: 97,7 hab./km²).

## Demografia
| Variação demográfica do município entre 1991 e 2004 | Variação demográfica do município entre 1991 e 2004 | Variação demográfica do município entre 1991 e 2004 | Variação demográfica do município entre 1991 e 2004 |
| --------------------------------------------------- | --------------------------------------------------- | --------------------------------------------------- | --------------------------------------------------- |
| 1991                                                | 1996                                                | 2001                                                | 2004                                                |
| 1481                                                | 1567                                                | 1628                                                | 1768                                                |